# Danny Gokey
Daniel Jay Gokey, detto Danny (Milwaukee, 24 aprile 1980), è un cantante statunitense.

## Carriera
Si è classificato al terzo posto nell'ottava stagione (2009) del talent-show televisivo American Idol. Dopo la partecipazione al programma ha firmato per 19 Recordings in associazione con la RCA Records Nashville e ha intrapreso un percorso nella musica country pubblicando il singolo My Best Days Are Ahead of Me. Il suo album di debutto My Best Days è uscito nel marzo 2010.
Nel novembre 2011 ha lasciato la RCA Nashville ed è passato alla musica cristiana contemporanea. Il suo secondo disco Hope in Front of Me è uscito nel giugno 2014 per la BMG.

## Discografia

### Album in studio
- 2010 - My Best Days
- 2014 - Hope in Front of Me

### Singoli
- 2009 - My Best Days Are Ahead of Me
- 2010 - I Will Not Say Goodbye
- 2010 - Tennessee Christmas
- 2011 - Second Hand Heart
- 2014 - Hope in Front of Me
- 2015 - More Than You Think I Am
- 2015 - Lift Up Your Eyes